# Varg (groupe)
Pour les articles homonymes, voir Varg.
Varg est un groupe de pagan metal allemand, originaire de Cobourg, en Bavière. Le mot varg signifie « loup » en suédois. Les compositions du groupe traitent surtout de paganisme et de mythologie nordique. Depuis la formation du groupe en 2005, le style musical change clairement. Il joue initialement du pur pagan metal, avant de passer au Neue Deutsche Härte et death metal mélodique. Enter Shikari décrit leur style musical de « wolf metal ».].

## Biographie

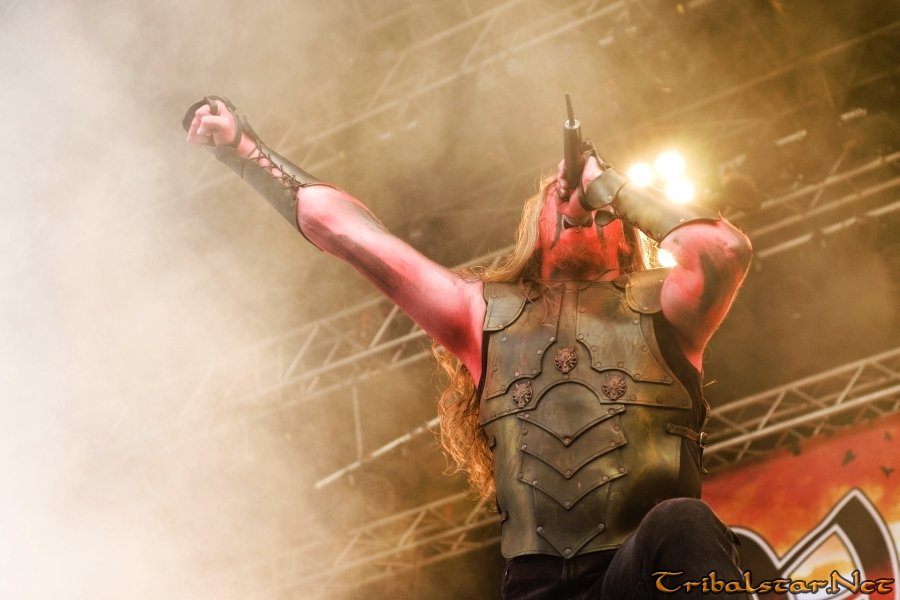
Varg en live le 14 août 2010 à Thuringe.

Varg est formé en 2005 à Cobourg, en Bavière, par le guitariste Philipp « Freki » Seiler et le batteur « Fenrier » Grundmann. Ils sont ensuite rejoints par le bassiste Nivel, le chanteur Frost, et le guitariste Da’ath. Le nom du groupe s'inspire de la mythologie nordique et dérive du mot « loup ».
La première apparition scénique du groupe s'effectue en 2005 aux côtés de Sintech, dont les membres Timo Schwämmlein et Patrick Zarske étaient liés à Varg. Après le départ du bassiste Nivel, Schwämmlein le remplace pendant deux concerts. Le groupe trouve ensuite un remplaçant définitif à Nivel, qui est Sebastian « Geri » Feick.
Leur première démo, Donareiche, est enregistrée en 2006, désormais sans Da'ath, qui quittera une nouvelle fois le groupe. La chanson homonyme est incluse dans leur premier album, Wolfszeit, publié en mars 2007 au label Heiden Klangwerke. Avant son assassinat, Thomas « Skoll » Winkelmann se joint au groupe comme bassiste, tandis que endosse le rôle de guitariste, puis de chanteur après le départ de Frost. Wolfszeit est accueilli d'une manière mitigée par la presse spécialisée,. Le groupe se lance dans une tournée promotionnelle à travers l'Allemagne et les Pays-Bas avec Nomans Land et Thrudvangar.
Au début de 2008, Winkelmann et Feick quittent le groupe. Ils sont remplacés par Timo « Managarm » Schwämmlein et Patrick « Hati » Zarske. Bastian Draugr devient le nouveau chanteur. Après plusieurs concerts en été 2008, ils sortent un split EP Schildfront, avec le groupe de pagan metal allemand Minas Morgul en septembre la même année. Le même mois sort le DVD Live am Wolfszeit Festival au label Twilight Vertrieb.
Au printemps 2009, Draugr quitte à nouveau le groupe. Rico de Minas Morgul le remplace. Cette même année devait paraître l'album Blutaar au label Nuclear Blast, mais les rumeurs qui disent que le groupe est d'extrême-droite les empêchent de conclure un contrat. Ils signent finalement au label NoiseArt Records. Andy Classen (ex-membre de Holy Moses) se charge de la production. Ils publient finalement leur album le 29 janvier 2010. L'album est accueilli d'une manière mitigée par la presse spécialisée,. Ils partent ensuite en tournée entre février et mars 2010. Ils participent aussi aux festivals Wacken Open Air, Party.San, Metalcamp et Metalfest.
En juillet 2015, le groupe signe avec le label autrichien Napalm Records et publient l'EP Rotkäppchen le 9 octobre 2015. En janvier 2016 sort leur album Das Ende aller Lügen.

## Discographie

### Split
- 2008 : Schildfront (avec Minas Morgul)

### Démo
- 2006 : Donareiche

### Albums live
- 2007 : Live am Wolfszeit Festival (DVD contenant la performance live au Wolfszeit Festival)

## Vidéographie
- 2012: Guten Tag
- 2012: Was nicht darf
- 2015: Rotkäppchen
- 2015: Das Ende aller Lügen
- 2015: Dunkelheit
- 2016: Achtung
- 2016: Streyfzug
- 2019: Skål
- 2019: Asatru
- 2020: Zeichen
- 2020: Auf die Götter
- 2020: Fara Til Ránar